# أوليفيا غينتايل
أوليفيا غينتايل (بالإنجليزية: Olivia Gentile)‏ هي كاتِبة أمريكية، ولدت في 13 يونيو 1974.